# Слађана Мирковић
Слађана Мирковић (Севојно, 7. октобар 1995) српска је одбојкашица, која игра на позицији техничара. Од 2017. до 2019. године наступала је за пољски Хемик. Од 2019. године игра у Италији, за Бергамо. Била је најбољи техничар у Европи и на свету у јуниорској конкуренцији.
Учествовала је у освајању златне медаље на Европском првенству 2017. године, које су заједнички организовали Азербејџан и Грузија.
Учествовала је у освајању златне медаље на Европском првенству 2019. године.
На Олимпијским играма у Токију 2020, освојила је бронзану медаљу, а Србија је победила Јужну Кореју у борби за бронзу. На Европском првенству 2021. године чија је завршница одржана у Београду, освојила је сребрну медаљу.
Освојила је бронзану медаљу са Србијом у Лиги нација 2022. године, то је била прва медаља за српску женску одбојку у овом такмичењу. Била је део репрезентације Србије на Светском првенству 2022. године у Пољској и Холандији, на ком је са репрезентацијом изборила финале. У финалу је Србија победила Бразил максималним резултатом 3:0, и тако освојила златну медаљу.

## Успеси

### Репрезентативни
- Олимпијске игре: бронза 2020.
- Светско првенство: злато 2022.
- Европско првенство: злато 2017.